# Wagener & Simon WASI
Die WASI GmbH ist ein deutsches Unternehmen für rostfreie Verbindungselemente aus Edelstählen und Sonderwerkstoffen mit Sitz in Wuppertal-Ronsdorf. Seit 1978 gehört das Unternehmen zur Würth-Gruppe.

## Geschichte

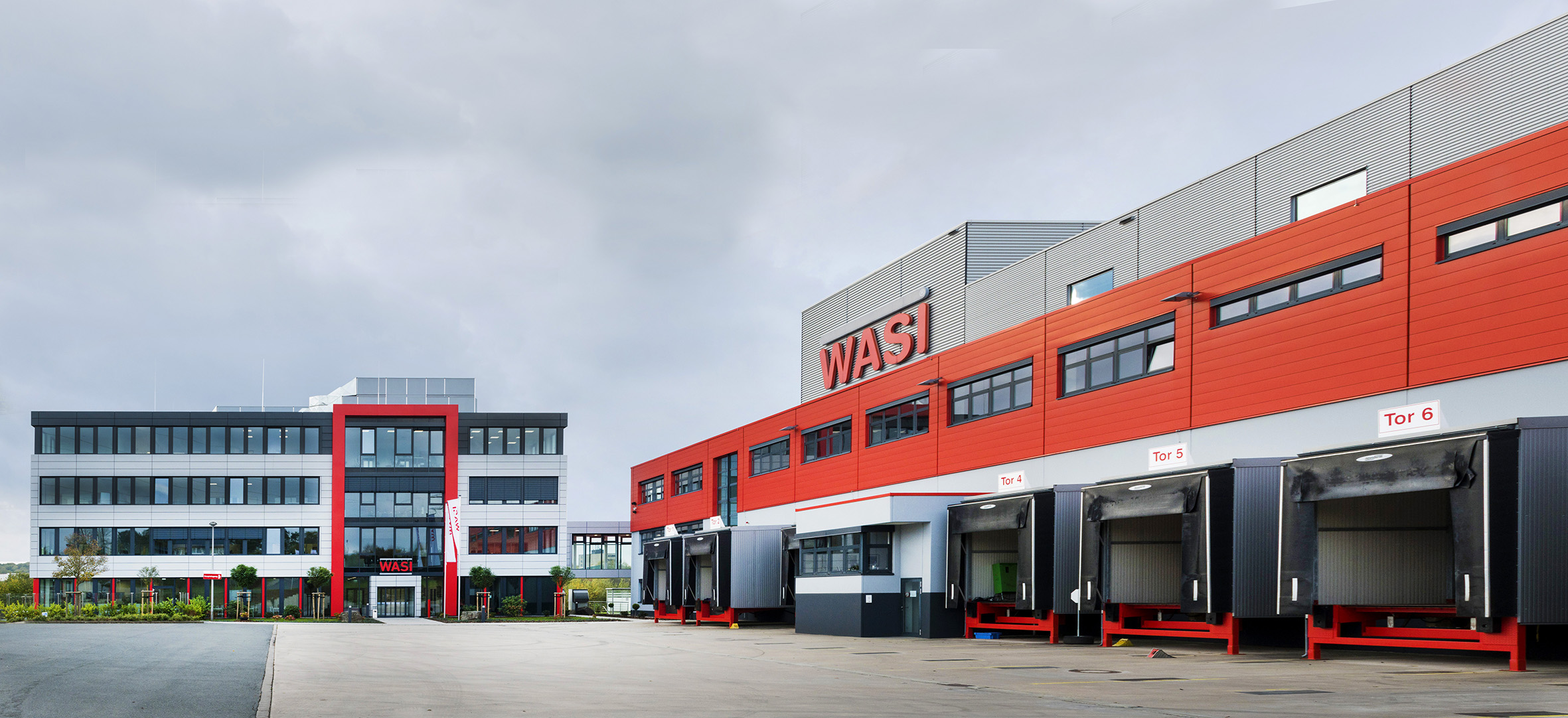
Das Verwaltungsgebäude (links) und das Logistikzentrum (rechts) der WASI GmbH

1961 wurde das Unternehmen WASI von Emil Wagener und Werner Simon in Wuppertal als Unternehmen für Edelstahl-Verbindungselemente „WASI A2“ und „WASI A4“ gegründet. 1992 folgte die Gründung der Vertriebsdivision Spezial mit Aufstelltechnik und Höhenverstellelementen. 
Im Jahre 1997 erfolgte die Erweiterung des Sortiments um die Produktsparte Maritim mit speziellen rostfreien Verbindungselementen für den Wassersport und für die Boots- und Schifffahrt.
1998 nahm WASI Spanien seine Geschäfte auf. Im Jahre 2000 folgte WASI Österreich. 
2001 wurde ein automatisches Hochregallager am Standort Wuppertal-Heckinghausen in Betrieb genommen. 2002 entstanden neue Gesellschaften in Dänemark, Schweden, Kroatien und China. 2003 nahm WASI Serbien seine Geschäfte auf, 2004 folgte WASI Rumänien, 2005 WASI Bulgarien und 2006 WASI Polen. 
Im Jahre 2007 wurde die Sparte SOLAR mit Montagelösungen aus Edelstahl und Aluminium für Photovoltaik-Dachkonstruktionen ins Produktsortiment mit aufgenommen. 
2009 folgte eine Erweiterung der Logistik durch die Inbetriebnahme des zweiten Standorts in Wuppertal-Ronsdorf.
2014 wurden die Business Units WASI Industrie und WASI Handel gegründet. 2017 erfolgte die Umfirmierung zur WASI GmbH mit direkter Anbindung zu Außenstandorten in Spanien, Dänemark und Belgien.
Im Jahre 2017 erfolgte die Vereinigung zu einem Standort in Ronsdorf durch die Erweiterung des Logistikzentrums und dem Anbau eines Verwaltungsgebäudes.

## Produkte
Die WASI GmbH vertreibt Verbindungselemente aus rostfreien Edelstählen von A1 bis A5 in allen Festigkeitsklassen und aus diversen Sonderwerkstoffen nach DIN, EN oder ISO sowie allen gängigen internationalen und WASI Haus-Normen. Zusätzlich ermöglicht eine hauseigene Technikabteilung der WASI GmbH die Entwicklung von neuen Produkten sowie die Optimierung bestehender Produkte nach Kundenwunsch.  
Das Sortiment enthält über 21.000 Produkte aus folgenden Kategorien:
- Schrauben
- Muttern
- Scheiben
- Stifte
- Sicherungselemente
- Niet- und Dübeltechnik
- Höhenverstellelemente
- Sonderteile und kunden-individuelle Lösungen